# ベン・チアロット
ベン・チアロット（Ben Chiarot、1991年5月9日 - ）は、 カナダ連邦オンタリオ州ハミルトン出身のプロアイスホッケー選手。ポジションはディフェンスマン。ナショナルホッケーリーグ(NHL)のフロリダ・パンサーズに所属。 

## 経歴
ジュニア時代はオンタリオ・ホッケー・リーグの3つのチームに所属。グエルフ・ストームや、サドベリー・ウルヴズ、サギノー・スピリットでプレーした。 

### スラッシャーズ/ジェッツ時代
2009年のNHLドラフト4巡目（全体の120位）でアトランタ・スラッシャーズから指名された。
2011年3月16日にスラッシャーズとのエントリーレベル契約を結んだ。
2014年7月23日にスラッシャーズを前身とするウィニペグ・ジェッツとの再契約に合意。
2015年1月3日のトロント・メープルリーフス戦でNHL初ゴールを記録した。 
2018-2019年シーズンオフにFAとなった。

### カナディアンズ時代
2019年7月4日にモントリオール・カナディアンズと3年契約を結んだ。 

### パンサーズ時代
2022年3月16日にタイラー・スミラニック、2022年のNHLドラフト1巡目指名権、2023年のNHLドラフト1巡目指名権とのトレードでフロリダ・パンサーズへ移籍した